# Ernandes Dias Luz
Ernandes Dias Luz, mais conhecido como Ernandes (São Félix do Araguaia, 11 de novembro de 1987) é um futebolista brasileiro que atua como lateral-esquerdo. Atualmente, está no Ferroviário.

## Carreira

### Atlético Goianiense
Fez um gol contra o Fluminense em 24 de junho de 2012, em um chute de fora da área no ângulo do goleiro. Mas sua equipe acabou marcou mais um gol de fora da área contra o Atlético Mineiro em 15 de agosto de 2012. Agente de Ernandes disse que já teria um acerto com o Fluminense em 18 de janeiro de 2013, Mas que teria que falar com o diretor do Atlético. Marcou um gol na vitória de goleada por 3 a 0 sobre o Goianésia pelo campeonato goiano em 28 de abril de 2013. Ficou fora dos planos do Dragão para a temporada de 2014.
Mais recentemente foi contratado pelo Fotbal Club Sheriff (conhecido como Sheriff Tiraspol - em russo: ФК Шериф Тирасполь) da Moldávia.
Em agosto de 2015, acertou até maio de 2016, o seu retorno ao Ceará.
Em dezembro de 2015, Ernandes acertou com o América-MG.

## Vida pessoal

### Assédio sexual
No dia 29 de agosto de 2011, Ernandes foi acusado de assediar sexualmente uma mulher em Goiânia. Uma mulher casada relatou para o marido que o jogador parou seu carro ao lado dela e falou palavras obscenas. Além disso, ainda segundo a suposta vítima, Ernandes teria mostrado seus órgãos genitais para ela. Segundo o jogador, ele admitiu que parou seu veículo ao lado da mulher, entretanto negou ter feito gestos e mostrado as genitálias.

## Títulos
Ceará
- Campeonato Cearense: 2011, 2018

Sheriff Tiraspol
- Campeonato Moldavo: 2013–14
- Copa da Moldávia: 2014–15
- Supercopa da Moldávia: 2015

América Mineiro
- Campeonato Mineiro: 2016
- Campeonato Brasileiro - Série B: 2017